# Деле, Клементина
Клементина Клатто́ Деле́ (фр. Clémentine Clattaux Delait; 5 марта 1865, Таон-ле-Вож, Лотарингия, Франция — 5 апреля 1939, Эпиналь) — французская бородатая женщина, которая держала кафе. Современники описывали её как «самую прославленную и знаменитую бородатую даму во Франции» и «прекрасный пример бородатой дамы».

## Ранние годы
Клементина Деле родилась в 1865 году в Таон-ле-Вож, в Лотарингии, во Франции. В возрасте 20 лет она вышла замуж за Пола Деле, местного пекаря, с которым она открыла в городе кафе.
Согласно ряду версий, Клементина Деле была бородата с самого раннего возраста, но регулярно брилась. Что изменилось в 1900 году, когда она посетила карнавал и увидела бородатую женщину с невыразительной щетиной и похвасталась, что сама может вырастить бороду лучше. Её муж поставил 500 франков, чтобы поддержать её. После этого случая их кафе приобрело популярность и они изменили название на Le Café de La Femme à Barbe, «Кафе бородатой женщины».

## Слава
Деле начала продавать свои фотографии и открытки, благодаря чему стала знаменита. Она начала путешествовать по Европе, привлекая большие толпы в Париже и Лондоне. С 1926 года, после того как умер её муж, Клементина стала гастролировать ещё больше.
В 1900 году она приняла участие в широко разрекламированном представлении, во время которого вошла в клетку со львами и играла в карты с укротителем львов, находясь внутри клетки, как гласит легенда, пугая львов. В 1904 году она получила специальное разрешение от властей носить мужскую одежду, в то время когда для женщин это было запрещено.
В 1970-х годах в Таон-ле-Вож был открыт музей, посвящённый Клементине Деле.